# Uroš Zorman
Uroš Zorman (ur. 9 stycznia 1980 w Kranju) – słoweński piłkarz ręczny, reprezentant kraju, środkowy rozgrywający.
Obecnie drugi trener kadry narodowej Słowenii w piłce ręcznej i drużyny seniorskiej w PGE VIVE Kielce. Wicemistrz Europy z 2004 roku ze Słowenii.

## Kariera

### Klubowa
Uprawiał sport już od podstawówki. W tym czasie trenował między innymi judo, koszykówkę oraz baseball, w którym zdobył nawet mistrzostwo Słowenii. W czwartej klasie namówiono go do gry w piłką ręczną. Treningi zaczął w Slovanie Ljubljana gdzie początkowo występował na pozycji bramkarza. W wieku 16 lat uzyskał stypendium od klubu, którego barwy reprezentował jeszcze przez jeden sezon. Następnie podpisał dwuletni kontrakt z RD Prule 67. W 2003 roku zdobył z tym klubem mistrzostwo oraz puchar Słowenii. Po tym sukcesie skorzystał z propozycji przejścia do hiszpańskiego CB Ademar León prowadzonego wówczas przez Manolo Cadenasa. Występował tam przez pół sezonu, po czym w 2004 roku wrócił do Słowenii i do 2006 roku występował w RK Celje Pivovarna Laško, z którym, w tym okresie, sięgnął po zwycięstwo w Lidze Mistrzów, trzykrotnie po Mistrzostwo Słowenii i dwukrotnie po Puchar Słowenii.
Następnym etapem w jego karierze był hiszpański BM Ciudad Real, którego graczem był przez 3 sezony. W tym czasie w rozgrywkach krajowych sięgnął po trzy Mistrzostwa Hiszpanii, Puchar Króla, Superpuchar Hiszpanii oraz dwa Puchary Ligi ASOBAL. Na arenie europejskiej dwukrotnie triumfował w Lidze Mistrzów oraz Champions Trophy.
W 2009 roku powrócił na dwuletni kontrakt do dawnego klubu: Celje Pivovarna Laško, z którym ponownie zdobył Mistrzostwo Słowenii i Puchar Słowenii. Pół roku przed końcem umowy, w styczniu 2011 roku podpisał z PGE VIVE Kielce trzyletni kontrakt z możliwością przedłużenia. Zawodnikiem kieleckiego klubu miał stać się 1 lipca 2011 roku. Jednak z powodu słabych wyników Celje Pivovarna Laško włodarze tego klubu postanowili obniżyć pensje zawodnikom. Uroš Zorman, którego kontrakt nie umożliwiał zmiany wynagrodzenia, nie zgodził się na nowe warunki i umowa ze słoweńskim klubem została rozwiązana za porozumieniem stron. 2 lutego podpisał półroczny kontrakt z kieleckim klubem, umożliwiający PGE VIVE Kielce anulowanie obowiązującej od 1 lipca umowy jeśli zawodnik nie spełni oczekiwań włodarzy klubu.
W polskiej ekstraklasie zadebiutował 6 lutego 2011 roku w meczu przeciwko MMTS Kwidzyn wygranym przez kielecki zespół 38:23. Zorman zdobył w tym meczu 3 bramki.
W dniu 4 czerwca 2018 Zorman ogłosił zakończenie kariery zawodniczej po 7 latach gry w PGE VIVE Kielce i podjęcie pracy w roli asystenta Tałanta Dujszebajewa w swoim ostatnim klubie.

### Reprezentacyjna
Uroš Zorman jest drugim trenerem kadry narodowej Słowenii. Na swoim koncie ma występy na Mistrzostwach Europy 2004, ME 2006, ME 2008, ME 2010 oraz Letnich Igrzyskach Olimpijskich 2004. Swój największy sukces z Reprezentacją osiągnął zdobywając srebrny medal na Mistrzostwach Europy w 2004 roku.

## Sukcesy

### klubowe
- Mistrzostwa Słowenii:
  -  2003, 2004, 2005, 2006, 2010
- Puchar Słowenii:
  -  2003, 2004, 2006, 2010
- Mistrzostwa Hiszpanii:
  -  2007, 2008, 2009
- Puchar Króla:
  -  2008
- Superpuchar Hiszpanii:
  -  2008
- Puchar Ligi ASOBAL:
  -  2007, 2008
- Liga Mistrzów:
  -  2004, 2008, 2009, 2016
  -  2013, 2015
- Champions Trophy:
  -  2006, 2008
- Mistrzostwa Polski:
  -  2012, 2013, 2014, 2015, 2016
  -  2011
- Puchar Polski:
  -  2011, 2012, 2013, 2014, 2015, 2016

### reprezentacyjne
- Mistrzostwa Europy:
  -  2004

## Nagrody indywidualne
- Najlepszy środkowy rozgrywający:
  - Mistrzostwa Europy 2012[7]